# PFK Lokomotiv Plovdiv
PFK Lokomotiv Plovdiv, bulharsky ПФК Локомотив Пловдив, je bulharský fotbalový klub z Plovdivu. Založen byl roku 1926 jako Sports Club Plovdiv. Jednou klub vyhrál bulharskou ligu, a to v sezóně 2003–04. Třikrát se probojoval do finále bulharského poháru. Krom jedné účasti v Lize mistrů (vypadnutí v 2. předkole s Club Brugge) hrál klub několikrát Pohár UEFA (respektive Veletržní pohár), nejúspěšnější přitom byl v sezóně 1964/65, kdy postoupil do 3. kola přes Vojvodinu Novi Sad a FC Petrolul Ploieşti. Vypadl s Juventusem Turín, byť v souboji, jež provázely velké kontroverze – po dvou nerozhodných utkáních totiž UEFA rozhodla, že třetí zápas se bude hrát v Turíně, čímž zvýhodnila Juventus.